# Краеугольный камень мира
Краеугольный камень мира (яп. 平和の礎) — памятник в Итомане, посвящённый битве за Окинаву и роли этого острова во время Второй мировой войны. На нём вписаны имена более 240 000 погибших.

## Назначение
Краеугольный камень мира был открыт 23 июня 1995 года в память о 50-летии битвы за Окинаву и окончания Второй мировой войны. Он был установлен, чтобы:
- Почтить память погибших в войне и помолиться о вечном мире
- Помнить об уроках войны
- Служить местом для раздумий и обучения[2][3].

## Название
Построенный администрацией Масахидэ Оты, памятник был подробно описан в его одноимённой книге, где его название «Краеугольный камень мира» объясняется отсылкой к Договору о взаимном сотрудничестве и гарантиях безопасности между США и Японией. Ота пишет:
Не будет преувеличением утверждать, что мотивация, приведшая к возведению этого „Краеугольного камня мира“, также явилась опорой для жителей Окинавы, отдающих своё сердце и душу, день и ночь решению вопроса о военной базе.
Президент США Билл Клинтон, во время своего посещения в 2000 году Краеугольного камня мира, выступил с речью, обещая приложить усилия по сокращению и консолидированию американских баз на Окинаве, как это ранее было согласовано правительствами США и Японии.

## Описание

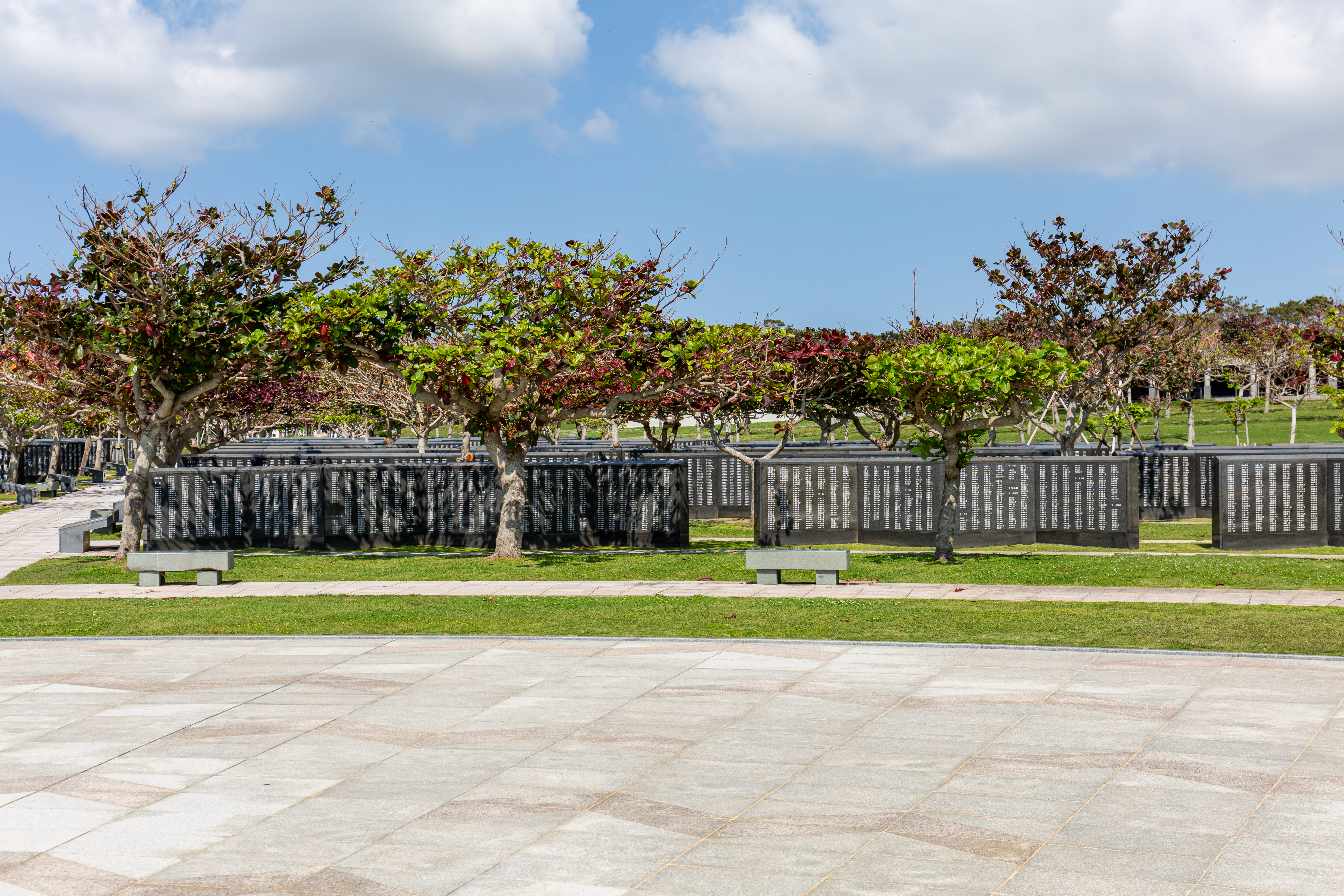
Краеугольный камень мира

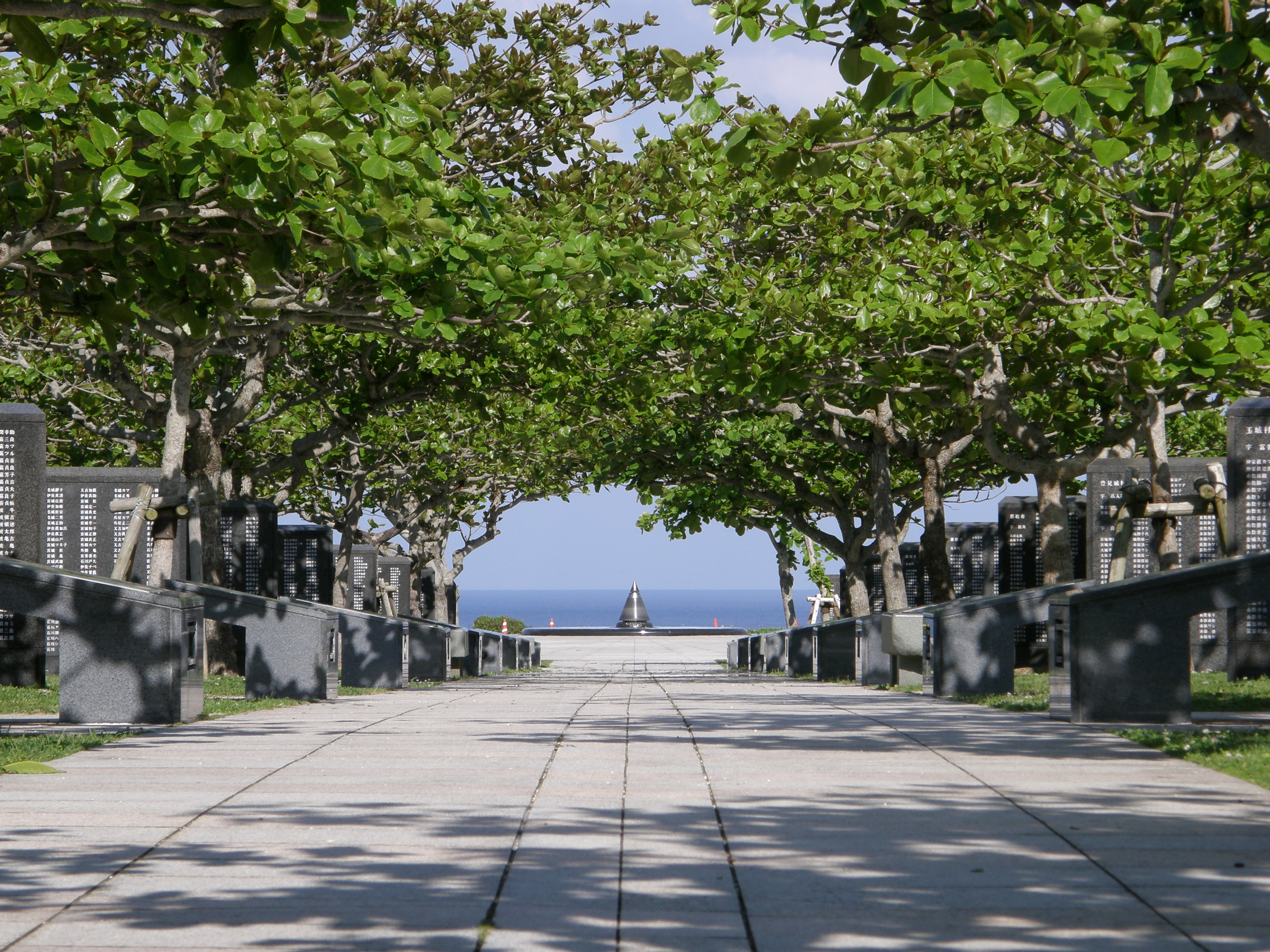
Главная аллея, ведущая к «Огню мира».

Победивший проект мемориала под названием «Вечные волны мира» предусматривал создание концентрических арок из волнообразных стел или экранов из чёрного гранита. На них написаны имена всех погибших, независимо от их национальности, а также гражданского или военного статуса. Они расположены в горизонтальном порядке слева направо, в соответствии с родными алфавитами погибших. Всего насчитывает около 116 памятных камней, а общая длина текста на них составляет 2200 метров.

## Надписи
По состоянию на июнь 2015 года насчитывалось 241 281 имя. 149 329 упомянутых там человек происходили из префектуры Окинава, 77 380 — из других префектур Японии, 14 009 — из США, 82 — из Великобритании, 365 — из Южной Кореи, 82 — из Северной Кореи и 34 из Тайваня. Эти цифры соответствуют зарегистрированным потерям во время битвы за Окинаву с момента высадки американских войск на острова Керама 26 марта 1945 года до подписания капитуляции Японии 2 сентября 1945 года, куда также включены все окинавские потери в войне на Тихом океане и 15 лет, начиная с Мукденского инцидента и заканчивая событиями, связанными с войной и произошедшими спустя год после капитуляции событиями. К моменту открытия было внесено 234 183 имени, и каждый год их число растёт.

## Расположение

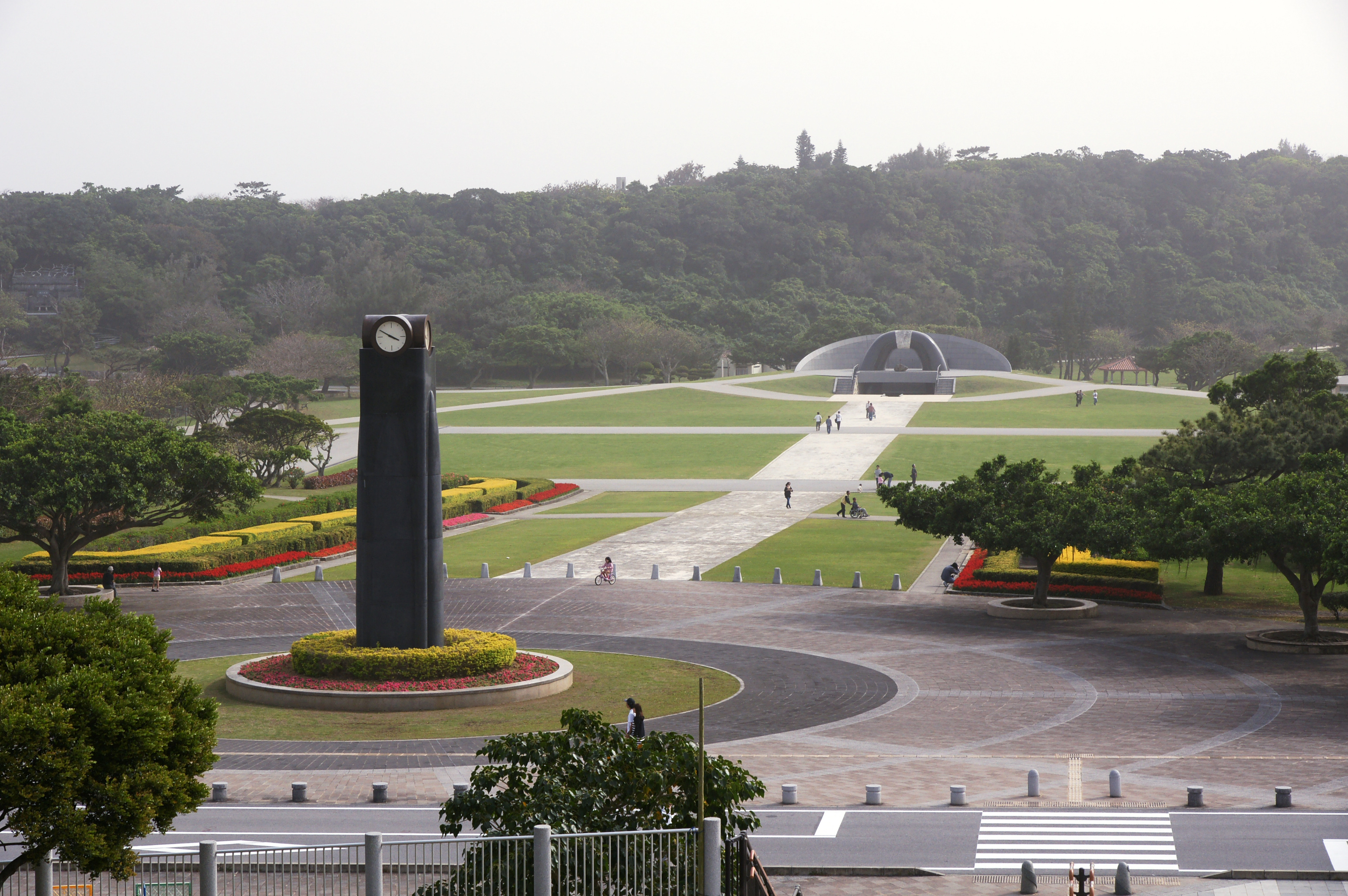
Парк мира префектуры Окинава

Местом для мемориала выбран холм Мабуни в городе Итоман, где располагался японский штаб и шли ожесточённые бои в конце июня 1945 года, на завершающем этапе битвы за Окинаву. Район является частью национального парка Окинава Сэнсэки Куаси.

## Связанные проекты
Окинавский префектурный мемориальный музей мира был открыт в 1975 году.
В 2001 году была учреждена Окинавская премия мира для отмечания местного вклада в дело установления мира в Азиатско-Тихоокеанском регионе.
Центр изучения памяти о войне в Тихом океане Калифорнийского университета в Санта-Крузе работает над проектом по визуализации, чтобы виртуально воспроизвести Краеугольный камень мира с использованием недавно рассекреченных фотографий из архивов Министерства обороны США.